# Économie de La Réunion
Entre 1993 et 2007, La Réunion est de loin la région française qui a connu la croissance économique la plus rapide. Le taux de croissance moyen de son économie a été de 5 % par an pendant cette période. Le PIB des Réunionnais reste néanmoins inférieur à celui de la métropole, notamment du fait de son isolement par rapport à la France métropolitaine et de son renfermement économique (qui l'a quand même sauvé de la crise de 2008).

## Histoire

### Ère du café

#### Premières escales
- Jean-Baptiste Colbert.
- Compagnie française des Indes orientales.
- Étienne de Flacourt.
- Peuplement de La Réunion.
- Du battant des lames au sommet des montagnes.
- Fangourin.
- Piraterie dans l'océan Indien.

#### Mise en culture du café
- Café marron.
- Café Bourbon.
- Culture du café à La Réunion.
- Société de plantation.
- Traite négrière dans le sud-ouest de La Réunion.
- Esclavage à La Réunion.
- Marronnage à Bourbon.

#### Premières crises du café et développement des épices
- Bertrand-François Mahé de La Bourdonnais.
- Rétrocession des Mascareignes au roi de France.
- Pierre Poivre.
- Joseph Hubert.
- Culture des épices à La Réunion.

### Révolution cannière

#### Révolution française et «mise en sucre»
- Révolution française.
- Grandes avalasses.
- Prise de l'île Bonaparte.
- Culture de la canne à sucre à La Réunion.
- Essai de statistique de l'île Bourbon.

#### Révolution industrielle
- Interdiction de la traite négrière dans le sud-ouest de l'océan Indien.
- Révolution industrielle.
- Stanislas Gimart.
- Charles Desbassayns
- Joseph Martial Wetzell.
- Usine du Gol.
- Crédit foncier colonial.

#### Abolition définitive de l'esclavage
- Deuxième abolition de l'esclavage à La Réunion.
- Edmond Albius.
- Vanille Bourbon.
- Engagisme.

### Crises et sursaut

#### Crises monétaires
- Banque de la Réunion.
- Crise monétaire.
- Famille Le Coat de Kerveguen.
- Gabriel Le Coat de Kerveguen.

#### Travaux et longue stagnation
- Chemin de fer de La Réunion.
- Grand port maritime de La Réunion.
- Géranium.
- Chinois (La Réunion).
- Boutique chinois.
- Julie Mas.

#### Boom de la départementalisation
- Départementalisation de La Réunion.
- Enfants de la Creuse.
- Habitat social.
- Fermeture de l'usine de Beaufonds.
- Tourisme à La Réunion.
- Espace Océan.

## Secteurs productifs

### Secteur primaire

#### Agriculture
La canne à sucre

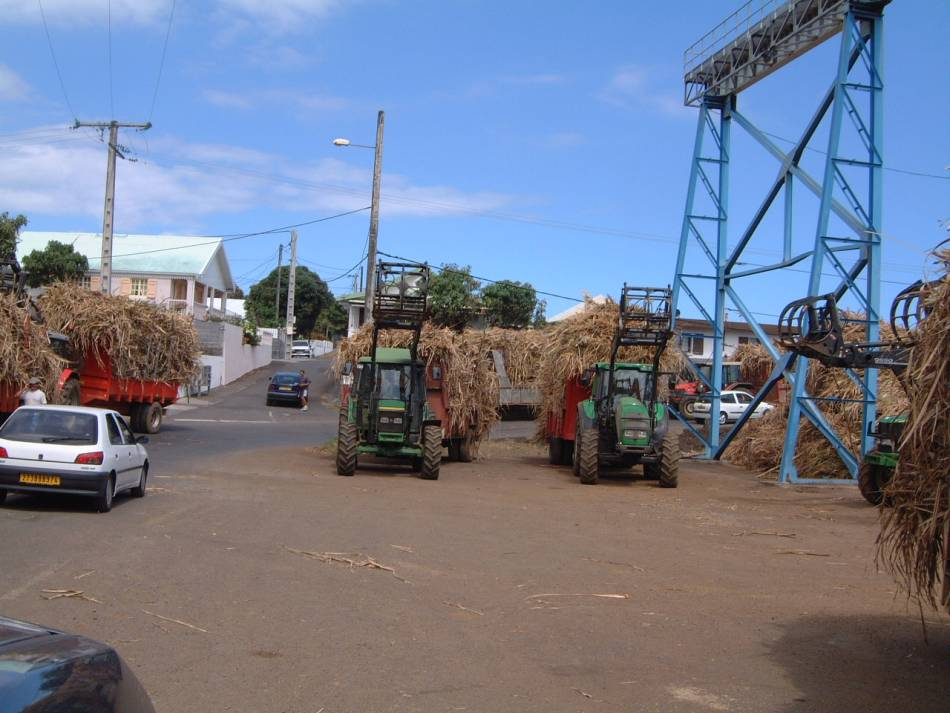
Récolte de la canne à sucre

Longtemps, l’économie de La Réunion n'a été basée que sur la filière de la canne à sucre depuis le début du XIXe siècle, période à laquelle elle a supplanté la culture du café. Elle est à l'origine du développement des grands groupes industriels réunionnais comme Bourbon ou Quartier Français.
Aujourd’hui, entre 26 et 30 milliers d'hectares sont occupés par cette culture, qui procure encore plus de 12 000 emplois directs et indirects. La poussée de l’urbanisation est l’une des plus importantes menaces qui pèse sur la filière canne à la Réunion. Une autre menace grave est la diminution en cours des subventions nationales et européennes au secteur.
En 2004, en tout cas, deux millions de tonnes de canne ont été récoltées. Elles permettent de produire 220 000 tonnes de sucre. De nombreux produits secondaires sont valorisés. La bagasse sert à la production d'énergie thermique (13,3 % de l’électricité de l’île). Les 70 000 tonnes de mélasse produites chaque année pourraient quant à elles servir à obtenir 2 900 tonnes de bioéthanol, à terme. 
Autres cultures de l'île
Parmi les autres cultures relativement développées sur l'île, on citera celles de l'ananas, du géranium ou de la vanille, vanille dont l'île fut jadis le premier producteur au monde, grâce à la découverte d'Edmond Albius. Aujourd'hui, on relance la production de café ("Bourbon pointu", café de haut de gamme).
Il y a aussi les plantations de letchis, dont l'exportation et la commercialisation ont été  partiellement stoppées à cause des promesses d'aide de l'État non tenues[réf. nécessaire]
- Ananas
- Figuier de Barbarie
- Tamarin
- Vacoa
- Vanille
- Litchi
- Papayer
- Goyavier
- Fruit de la passion
- Combava ou Citron vert

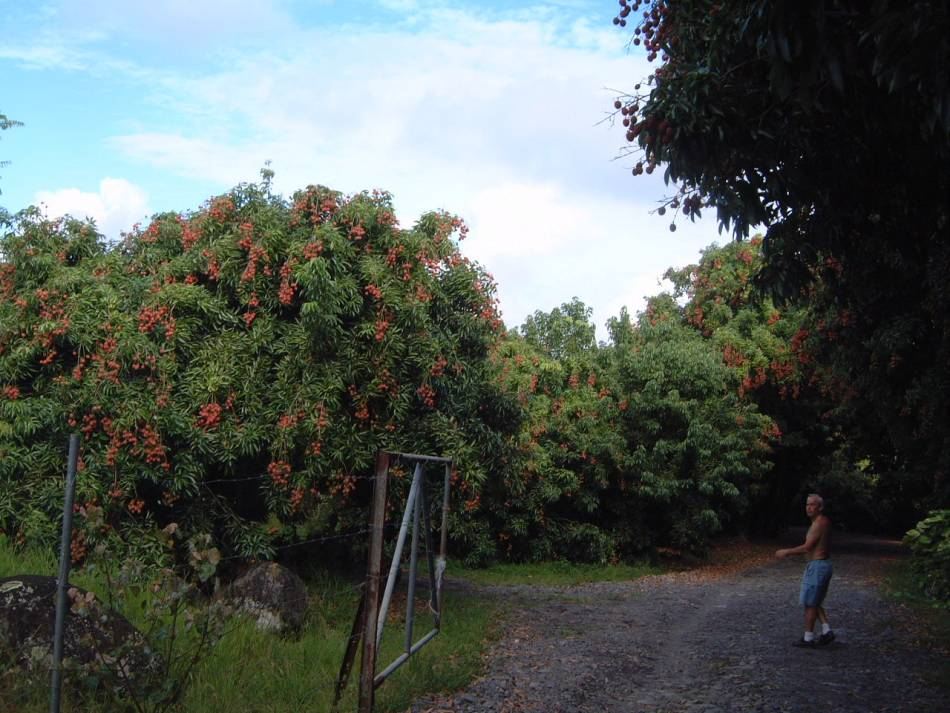
Plantation de litchis

- Bananier, la fleur ou "baba figue" se consomme également
- Palmiste, (chou palmiste ou palmiste rouge)
- Jacquier, (Ti'jacque)
- Noix de coco
- Carambole
- Bibasse genre de nèfle
- Tangor, orange péi très juteuse
- Jujube
- avocat
- Pastèque
- Melon
- Chouchou ou Chayote
- Cresson, dans la région du Cirque de Salazie
- Chambre d'agriculture de La Réunion.
- Foire agricole de Bras-Panon.
- Confédération générale des planteurs et éleveurs de La Réunion.
- Groupe Quartier Français.

#### Élevage
- Miel Vert.
- Compagnie laitière des Mascareignes.
- Urcoopa.

#### Pêche et aquaculture
- La pêche est un secteur en plein développement, du fait de l'exploitation par les armements réunionnais des ressources halieutiques des Terres australes et antarctiques françaises, loin au sud de l'île. La légine et la langouste sont les principaux produits pêchés dans cette zone.

- Bichique.
- Vouve.
- Sapmer.
- Aquaculture.

### Secteur secondaire

#### Industrie sucrière
- Émile Hugot.
- Paul-Alfred Isautier.
- Distillerie de Savanna.
- Usine du Gol.
- Brasseries de Bourbon.

#### Autres industries agroalimentaires
- Edena.
- Australine.
- Cilaos.

#### Autres industries et construction
- Apavou
- Association pour le développement industriel de La Réunion
- Pardon !
- L'effet péi

### Secteur tertiaire

#### Tourisme
Le tourisme, l’informatique et plus généralement l’ensemble du secteur tertiaire dominent le tissu économique local et fournissent le plus grand nombre d’emplois.
En 2004, l'île a accueilli 430 000 touristes extérieurs. La clientèle se distingue par l'importance du nombre de touristes affinitaires, c'est-à-dire venus pour voir de la famille ou des amis résidant sur place.

## Fonctionnement économique

### Infrastructures

#### Énergie
- Société réunionnaise des produits pétroliers.
- Énergie à La Réunion.
- Usine de Bois Rouge.
- Usine du Gol.
- Takamaka (La Réunion).

#### Eau et agriculture
Afin de répondre principalement aux besoins agricoles, 4 grands périmètres hydro-agricoles ont été mis en place à l'échelle du département afin de distribuer de l'eau brute (non-chlorée). Le plus emblématique est l'Irrigation du Littoral Ouest dont les études et travaux ont duré plus de 30 ans.

#### Technologies de l'information et de la communication
Fortement soutenue par l'Europe et la Région, la filière TIC est importante, pesant sur la création d’emplois (5 650 emplois en 2006) et de richesse (1,065 milliard d’euros de chiffre d’affaires  hors France Télécom en 2006). 
Force est cependant de constater l’impossibilité  de mettre en place un projet de structuration sous forme de « pôle » (excellence, compétitivité….) et les difficultés de la filière TIC à atteindre les marchés internationaux et à développer des produits à l’exportation. 
Les points faibles :
- Faible nombre de salariés comparativement à d’autres régions de France
- TPE atomisées avec peu de relations inter-entreprises d'où de faibles capacités d’investissement des entreprises de la filière.
- Rareté de projets d’envergure pouvant être des locomotives pour la filière
- Relations ténues entre le secteur TIC et les autres secteurs économiques de la Réunion (agro-alimentaire ou énergie par exemple)
- Relations faibles entre les laboratoires de R&D universitaires et les entreprises (comme souvent en France)

Les points forts:
- une forte réactivité des entreprises locales qui mettent à profit leur petite taille et la maîtrise du marché local réunionnais pour développer des innovations basées sur des technologies ou sur des services
- les opportunités de partenariat avec les îles voisines (Maurice, Madagascar), sous réserve d’atteindre une taille critique et de dégager des moyens d’investissements suffisants pour soutenir une telle politique.
- Le haut niveau de formation des réunionnais
- La qualité des services TIC de base (accès internet, téléphonie…) par rapport aux pays voisins ou à la métropole (hors grandes villes).

Les aides à la filière TIC sont détaillées sur  Site de la Direction TIC de la Région Réunion. La filière a fait l'objet de monographies téléchargeables sur Site de la Direction TIC de la Région Réunion
- Antenne Réunion.
- Pipangaï.
- NP Cube.

### Entreprises et capacités de production

#### Entreprises
- Bourbon.
- Jacques de Chateauvieux.

#### Secteur bancaire
- Banque de la Réunion (rachetée par la caisse d'épargne).
- Banque Française Commerciale Océan Indien.

### Main d'œuvre et consommation

#### Emploi
- Démographie de La Réunion.
- Emploi à La Réunion.
- Chômage à La Réunion.
- Syndrome de la goyave de France

### Commerce et consommation

#### Commerce intérieur
- Boutique chinois.
- Commerce à La Réunion.
- Espace Océan.

#### Consommation
- Consommation à La Réunion
- Salon de la maison.

Les ménages réunionnais ont dépensé près de 7 milliards d'euros en 2004, contre 3,8 milliards en 1993. Cette hausse est à mettre sur le compte de la forte croissance des revenus et des prestations sociales : le SMIC a augmenté plus vite qu'en métropole, par exemple. Le salaire minimum était inférieur de 20 % au taux national, de même que les prestations sociales, jusqu'en 1995. À cette date, le smic a été aligné. Elle s'explique aussi par le développement des emprunts : l'encours des crédits à la consommation est passé de 450 millions d'euros en 1995 à 1,3 milliard d'euros en 2004.
L'augmentation des dépenses s'accompagne d'une réaffectation. La part des dépenses alimentaires dans le budget des ménages a diminué au profit de celles des dépenses de logement, entre autres éléments, notamment l'automobile plus souvent personnalisée qu'en métropole.
L’octroi de mer régional est de 2,5 % et 2 % sont affectés aux communes, mais TVA est inférieure de 11 points à celle de la métropole.

## Enjeux

### Emploi et formation

#### Éducation et formation initiale
- Académie de La Réunion.

#### Formation
- Université de La Réunion.

### Durabilité

#### Gestion de l'espace
- Cbo Territoria.

#### Énergies renouvelables
- Agence régionale de l'énergie de La Réunion.
- Énergie solaire à La Réunion.
- Énergie éolienne à La Réunion.
- Géothermie à La Réunion.
- Parc national de La Réunion.

#### Prospective
- Observatoire du développement de La Réunion.

## Compléments
- La Réunion a le taux de RMistes le plus important de France avec 20 % de la population relevant du RMI (source Sénat 2002). En 2004, le nombre de bénéficiaires dépasse les 76 000. 200 000 personnes en vivent, soit plus du quart de la population totale.

Malgré tout, les inégalités sociales diminuent grâce aux diverses aides et au rythme de progression de l’économie soutenu.
- Produit intérieur brut : 8,641 millions d’euros (INSEE 2004)
- Taux de croissance : 5,3 % /an (INSEE 2004)
- Nombre d’entreprises au 1er janvier 2004 : 29 150 (INSEE 2004)
- Population active en 2003 (au sens du BIT) : 302 566 (INSEE 2004)
- Taux de chômage en 2003 : 32,9 % (contre 9,6 en France Métropolitaine) (INSEE 2004)

La production électrique, 2,2 milliards de kWh, est assurée à 39,6 % par des sources renouvelables : 26,3 % hydrauliques, 13,3 % bagasses de canne à sucre (source EDF).